# Abeurador (Valls)
L'Abeurador és una obra de Valls (Alt Camp) inclosa a l'Inventari del Patrimoni Arquitectònic de Catalunya.

## Descripció
L'abeurador de Valls està situat a l'entrada de la vila, a la plaça de Sant Francesc. Consisteix en un piló allargat de pedra col·locat horitzontalment sobre una base de maó. A la part posterior del piló hi ha un cos elevat de perfil sinuós on figura l'escut de Valls. L'obra respon a la tipologia d'abeurador artificial, és a dir, per aigua estancada.

## Història
Aquest abeurador presenta un interès històric i tipològic pel fet de ser l'únic que resta a la vila de Valls. No existeix documentació que permeti datar-lo, tot i que fonts orals consultades el situen al segle dinou.